# Рагимов, Микаил Исмаил оглы
 Микаил Исмаил оглы Рагимов  (азерб.  Mikayıl İsmayıl oğlu Rəhimov) (2 сентября 1930, с. Тумаслы, Шарурский район, Нахичеванская АССР, Азербайджанская ССР — 31 октября 2004) — советский и азербайджанский учёный, доктор сельскохозяйственных наук (1985), член-корреспондент ВАСХНИЛ (1991), член-корреспондент НАНА (2001).

## Биография
В 1958 году окончил Пермский сельскохозяйственный институт по специальности зоотехния.
В 1958—1961 годах работал главным зоотехником конного завода, директором Суксунской межрайонной племенной станции Пермской области.
В 1961—1964 годах — аспирант Пермского СХИ.
В 1964—1970 годах — доцент, заведующий кафедрой, декан зоотехнического факультета Тюменского СХИ.
С 1970 по 1985 год работал заведующим отделом Сибирского научно-исследовательского и проектно-технологического института животноводства.
С 1987 года — директор Азербайджанского НИИ животноводства им. Ф. А. Меликова.
Имел звание доктора сельскохозяйственных наук (1985), профессора (1986), члена-корреспондента ВАСХНИЛ (1991) и члена-корреспондента НАНА (2001).

## Научная деятельность
Научные исследования Рагимова посвящены проблемам кормления и содержания животных, технологии производства продуктов животноводства. В своих работах большое внимание уделяет структуре рационов и их влиянию на мясную продуктивность и анатомо-морфологические особенности животных. Проводит сравнительное изучение влияния способов содержания молодняка на его откормочные и мясные качества. При непосредственном участии М. И. Рагимова были разработаны промышленные методы производства говядины в Сибири, теоретические и практические основы реконструкции ферм крупного рогатого скота.
Микаил Рагимов — автор 152 опубликованных научных работ. Под его руководством подготовлено 14 кандидатов и 1 доктор наук.

### Некоторые научные работы
- М. И. Рагимов. Производство говядины. Справочник сибирского животноводства. — Новосибирск, 1977.
- М. И. Рагимов. Нормы и рационы кормления сельскохозяйственных животных. — М.: Агропромиздат, 1985.
- М. И. Рагимов. Использование отходов масло-жировой промышленности в кормлении сельскохозяйственных животных. — Баку, 1991.
- М. И. Рагимов, Н. И. Гамарник, А. Н. Жуков. Производство говядины на промышленной основе в Сибири: рекомендации. — М.: Колос, 1982. — 47 с.
- М. И. Рагимов. Повышение мясной продуктивности молодняка черно-пестрого и симментализированного скота при промышленной технологии производства говядины в Сибири. — Новосибирск, 1984. — 56 с.
- М. И. Рагимов. Состояние племенной и производственной базы мясного скотоводства в районах Сибири и Дальнего Востока. — Новосибирск, 1082.
- М. И. Рагимов, И. М. Алиев. Влияние биологически активных веществ с цеолитом на воспро-изводительные функции буйволиц // Зоотехния. — Редакция журнала "Зоотехния", 2002. — ISBN 14–16. — ISSN 0235-2478.

## Награды и звания
В 1985 году ученому была присуждена Премии Совета Министров СССР за разработку и внедрение промышленных технологий производства продуктов животноводства на основе реконструкции ферм крупного рогатого скота в Сибири.